# Graduał Skawinki
Graduał Skawinki – średniowieczny graduał w języku łacińskim z połowy XV w., przechowywany w Bibliotece Narodowej w Warszawie.
Bogato iluminowany graduał powstał około 1460 z inicjatywy opata Macieja ze Skawiny, zwanego Skawinką, w opactwie benedyktynów w Tyńcu. Po kasacie klasztoru na początku XIX w. graduał trafił do biblioteki Uniwersytetu Lwowskiego, zaś po II wojnie światowej znalazł się w zbiorach Biblioteki Narodowej (sygnatura Rps 12721 V). Od 2024 rękopis jest częścią wystawy stałej w Pałacu Rzeczypospolitej.
Kodeks zawiera śpiewy mszalne na cały rok liturgiczny wraz z notacją muzyczną. Składa się z 344 pergaminowych kart o wymiarach 56×38 cm. Dekoracje manuskryptu, na które składają się inicjały figuralne, historyczne, ornamentalne i kaligraficzno-filigranowe, przypisywane są twórcy określanemu jako Mistrz Pontyfikału Tomasza Strzępińskiego. Oprawa kodeksu z deski wykonana została w 1569. Ponadto na wyklejkach obu okładek i karcie 1r znajduje się indeks sporządzony w 1632.